# تکله، قبوستان
تکله (به لاتین: Təklə، تا ۲۹ آوریل ۱۹۹۲ لنین‌آباد Leninabad) یک منطقهٔ مسکونی در جمهوری آذربایجان است که در شهرستان قبوستان واقع شده‌است.

## ویژگی‌ها
تکله ۱٬۷۸۲ نفر جمعیت دارد.